# Архара
Архара́ — посёлок городского типа в Архаринском районе Амурской области России. 
Административный центр Архаринского района и городского поселения рабочий посёлок (пгт.) Архара.

## География
Посёлок расположен в 230 км к юго-востоку от Благовещенска, на правобережье реки Архары, которая протекает в 3 км юго-восточнее посёлка, в 30 км от её впадения в Амур. В 8 км восточнее Архары проходит федеральная автодорога Р297 «Амур».
Железнодорожная станция Архара, расположенная на 8079 км — 8081 км Транссибирской магистрали, и является самой западной станцией Дальневосточной железной дороги. Дальневосточная железная дорога начинается с 8078 км Транссибирской магистрали.

## История
С древних времён эти земли были населены эвенками, якутами, бурятами, маньчжурами, о чём говорят топонимы данной местности. Имя поселок получил от реки Архары, название которой переводится с эвенкийского, где слово «ари» означало протоку между озёр, а слово «хара», произошедшее от эвенкийского слова «харан», обозначает жилище. Есть другой перевод, с якутского. На якутском языке «арыы» — масло, «хара» — чёрный, а полный перевод: чёрное масло, другими словами это означало, что в бассейне реки Архары присутствуют выходы нефти.
Существует легенда, что название населённому пункту дал генерал-губернатор Приамурья Гондатти (1860 — 1946) в честь места рождения первого генерал-губернатора Восточной Сибири Муравьёва-Амурского (1809 — 1881). Генерал-губернатор Муравьёв-Амурский Николай Николаевич был родом из Архангельска, который в простонародье архангелогородцы называют Архарой.
С 19 мая 1891 года по 5 октября 1916 года строилась Транссибирская магистраль. Строительство началось одновременно с востока, из Владивостока и с запада, из Миасса. Официально открыл строительство Транссибирской магистрали цесаревич Николай Александрович 19 мая 1891 года во Владивостоке. Он собственноручно отвёз тачку с землёй на полотно будущей железной дороги.
6 декабря 1911 года является днём основания и начала строительства станции Архара.
Изначально строительство станционных построек велось силами местных крестьян. Орудием труда были кирка и лопата. Одной из первых построек, дошедших до наших дней и функционирующих сегодня, является водонапорная башня станции.
Указом Президиума Верховного Совета РСФСР от 29 мая 1950 года станция Архара была отнесена к посёлкам городского типа.
С 1977 года по 1989 год в посёлке дислоцировались управление и части 146-й отдельной дорожно-строительной бригады для строительства «Амурской колесухи» на участке Бурея — Архара — Пашково (протяжённость — 145 километров), автодороги Чита — Хабаровск, ныне М58 «Амур», в Дальневосточном военном округе (ДВО).

## Население
| 1939  | 1959  | 1970  | 1979    | 1989    | 2002    | 2009  |
| ----- | ----- | ----- | ------- | ------- | ------- | ----- |
| 5873  | ↗8738 | ↗9627 | ↗10 850 | ↗13 192 | ↘10 847 | ↘9816 |
| 2010  | 2011  | 2012  | 2013    | 2014    | 2015    | 2016  |
| ↘9585 | ↘9556 | ↘9398 | ↘9279   | ↘9126   | ↘9044   | ↘8965 |
| 2017  | 2018  | 2020  | 2021    | 2023    |         |       |
| ↘8842 | ↘8728 | ↘8508 | ↘7813   | ↘7580   |         |       |

## Климат
В Архаре континентальный вариант умеренного муссонного климата. Зима морозная и малоснежная. Лето тёплое и влажное.
- Среднегодовая температура воздуха: 0,3 °C.
- Относительная влажность воздуха: 70,3 %.

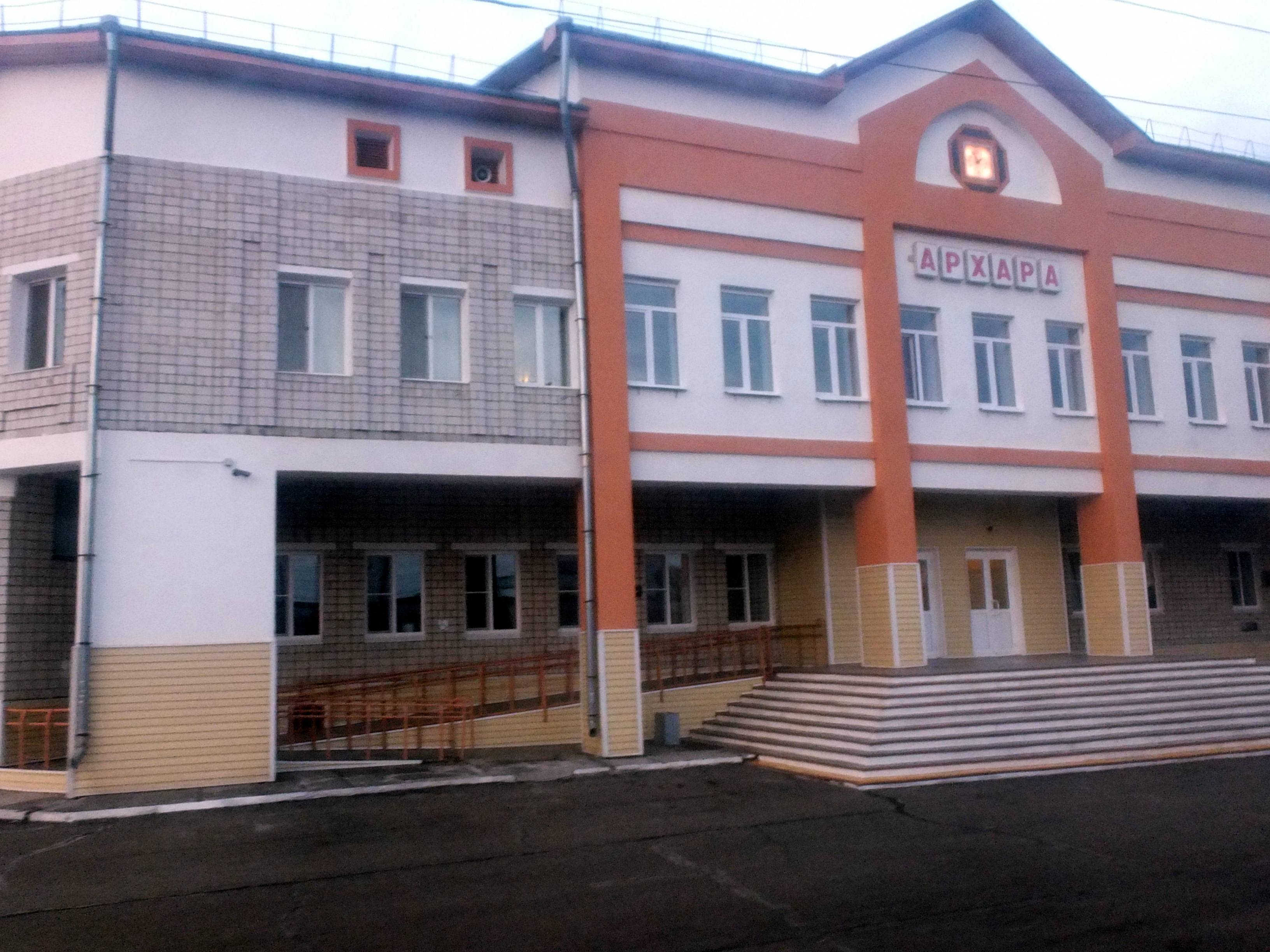
Железнодорожный вокзал на станции Архара.

- Средняя скорость ветра: 2,4 м/с.

| Показатель                    | Янв.  | Фев.  | Март  | Апр.  | Май  | Июнь | Июль | Авг. | Сен. | Окт.  | Нояб. | Дек.  | Год   |
| ----------------------------- | ----- | ----- | ----- | ----- | ---- | ---- | ---- | ---- | ---- | ----- | ----- | ----- | ----- |
| Абсолютный максимум, °C       | −4,9  | 4,2   | 19,8  | 30,5  | 34,1 | 37,1 | 35,7 | 34,1 | 31,6 | 27,0  | 14,3  | 2,6   | 37,1  |
| Средний суточный максимум, °C | −18,1 | −11,7 | −1,4  | 10,9  | 19,4 | 24,3 | 26,9 | 24,9 | 19,1 | 9,3   | −5,2  | −16,7 | 6,8   |
| Средняя температура, °C       | −24,9 | −19,4 | −8,4  | 4,4   | 12,6 | 18,1 | 21,4 | 19,2 | 12,3 | 2,8   | −11,1 | −23   | 0,3   |
| Средний суточный минимум, °C  | −31,3 | −27,2 | −15,9 | −1,8  | 5,7  | 12,1 | 16,4 | 14,1 | 6,3  | −3    | −16,6 | −28,9 | −5,8  |
| Абсолютный минимум, °C        | −47,3 | −43,9 | −37,1 | −20,8 | −9,3 | −0,8 | 3,2  | 2,6  | −7,9 | −26,2 | −38,5 | −44,8 | −47,3 |
| Норма осадков, мм             | 9     | 7     | 14    | 34    | 66   | 93   | 143  | 129  | 74   | 38    | 19    | 15    | 641   |
| Источник:                     |       |       |       |       |      |      |      |      |      |       |       |       |       |

## Достопримечательности
Вокруг посёлка расположен ботанический памятник природы «Зелёная зона посёлка Архары», основанный в 1978 году.

## Образование, культура, спорт
В посёлке имеются краеведческий музей, районный дом культуры, три средние общеобразовательные школы, центр детского творчества, музыкальная школа, взрослая и детская библиотеки, железнодорожная библиотека, стадион «Юность», ДЮСШ «Лотос», в которой работают секции по волейболу, настольному теннису, тяжёлой атлетике, футболу, лыжам.
В Архаре расположена администрация Хинганского заповедника.

## Религиозные организации
Действует приход Русской Православной церкви.
Идёт строительство православного храма в честь новомучеников и исповедников Российских.
Церковь Евангельских христиан-баптистов.
Приход Церкви Христиан Адвентистов Седьмого Дня.